# Uma História Secreta dos UHF

Ver: Todas as coletâneas

Uma História Secreta dos UHF é uma coletânea da banda portuguesa de rock UHF. Editado em 27 de fevereiro de 2015 pela AM.RA Discos, com distribuição da revista Blitz.
Este trabalho dá continuidade à edição das raridades retiradas do arquivo histórico da banda. A abertura do cofre iniciou-se em 1996, no relançamento da coletânea Cheio, com a divulgação dos temas "(Notícias) A Preto e Branco" (1979) e "Até às Tantas" (1986). Seguiram-se as canções "Quarto 603" e "Um Homem à Porta do Céu", de 1999 e 2001, respetivamente, lançadas no extended play Podia Ser Natal (2004). Voltaram depois a editar as raridades de uma forma mais concentrada nos volumes I, II e III nas coletâneas intituladas Canções Prometidas.
Uma História Secreta dos UHF revela dez pérolas entre inéditos, temas ao vivo e versões alternativas de clássicos. O alinhamento do álbum inicia-se cronologicamente com a maqueta mais antiga da banda – "Modelo Fotográfico" (1979) – com a letra e o arranjo ligeiramente diferente do que foi editado no álbum dois anos depois. Segue-se a maqueta original de "Cavalos de Corrida" (1980) sem o solo de guitarra, como explica António Manuel Ribeiro: "Lembro-me perfeitamente que partíamos a cabeça ao Renato Gomes e dizíamos que ele só fazia solos à Chuck Berry, porque queríamos uma coisa nossa e é isso que depois se vai perceber. O tema aceleraria por causa dos espetáculos ao vivo, onde foi ganhando força e popularidade". A canção, génese do rock português, levaria o grupo até à grande editora EMI-Valentim de Carvalho em 1980. "Nove e Trinta" (1980) é a maqueta de um tema que também entraria no primeiro álbum de estúdio, com a diferença de apresentar refrão trauteado a acompanhar a melodia. A quarta faixa é a versão de "Noite Dentro", esta, já muito próxima do original. O tema fez parte do single que foi oferecido com a primeira prensagem do álbum À Flor da Pele em 1981. Segue-se uma preciosidade de 1983, "Dança de Canibais", gravada ao vivo no mítico clube Rock Rendez-Vous para a Rádio Renascença, com a participação do guitarrista Francis.
O alinhamento continua com mais um tema ao vivo, "Sarajevo" (2008), gravado na Aula Magna, com a participação do maestro António Victorino de Almeida, que brindou o público com rasgos de improviso ao piano. Para o líder da banda: "Este é um momento único na minha vida, em que estou no palco a tocar com o maestro ao piano", e acrescenta: "Ele trabalhou o que lhe apeteceu da forma como lhe apeteceu". Do mesmo concerto foi recuperado o tema "Cavalos de Corrida" (2008), é uma versão especial, pois junta no mesmo palco os guitarristas Renato Gomes e António Côrte-Real, o passado e o presente dos UHF, perfeitamente encaixados, com respeito técnico. "Amores de Estudante" (2013) é o primeiro inédito da coletânea. É aquela canção das tunas, que pertence muito à noite académica do Porto. Segue-se a recuperação da versão rock de "Os Vampiros", que fora editado no formato digital em 2014. Trata-se de um original de José Afonso de 1963, o tema fundador do canto político em Portugal e um símbolo da resistência contra o fascismo. É um tema amargamente atual contra a opressão do capitalismo e contra os desmandos cometidos por altas figuras do Estado. A fechar o disco, os UHF apresentam o inédito "Um MMS Teu", um tema que ficou guardado das sessões do álbum A Minha Geração (2013). Uma canção acústica, romântica, uma canção destes tempos.

## Lista de faixas
A coletânea, em disco compacto, é composta por sete faixas em versão padrão e por três tocadas ao vivo. António Manuel Ribeiro partilha a composição com Renato Gomes nos temas "Cavalos de Corrida" e "Dança de Canibais". O tema "Amores de Estudante" foi composto por Paulo Pombo de Carvalho e Aureliano Fonseca, e "Os Vampiros" por José Afonso. O arranjo dessas novas versões são de António Manuel Ribeiro, que assume também a autoria das restantes faixas.[carece de fontes?]
| N.º            | Título                             | Compositor(es)                        | Ano            | Duração |  |
| 1.             | "Modelo Fotográfico" (maqueta)     | António M. Ribeiro                    | 1979           | 4:30    |  |
| 2.             | "Cavalos de Corrida" (maqueta)     | António M. Ribeiro / Renato Gomes     | 1980           | 3:04    |  |
| 3.             | "Nove e Trinta" (maqueta)          | António M. Ribeiro                    | 1980           | 4:04    |  |
| 4.             | "Noite Dentro" (maqueta)           | António M. Ribeiro                    | 1980           | 3:22    |  |
| 5.             | "Dança de Canibais" (ao vivo)      | António M. Ribeiro / Renato Gomes     | 1983           | 6:43    |  |
| 6.             | "Sarajevo (verão 92-II)" (ao vivo) | António M. Ribeiro                    | 2008           | 5:36    |  |
| 7.             | "Cavalos de Corrida" (ao vivo)     | António M. Ribeiro / Renato Gomes     | 2008           | 5:51    |  |
| 8.             | "Amores de Estudante" (inédito)    | Paulo P. Carvalho / Aureliano Fonseca | 2014           | 3:35    |  |
| 9.             | "Os Vampiros"                      | José Afonso                           | 2014           | 3:50    |  |
| 10.            | "Um MMS Teu" (inédito)             | António M. Ribeiro                    | 2015           | 3:48    |  |
| Duração total: | Duração total:                     | Duração total:                        | Duração total: | 42:23   |  |

## Membros da banda
- António Manuel Ribeiro (vocal e guitarra acústica) [carece de fontes?]
- Carlos Peres (baixo) [carece de fontes?] (Faixas 1 a 4)
- Renato Gomes (guitarra) [carece de fontes?] (Faixas 1 a 5, 7)
- Zé Carvalho (bateria) [carece de fontes?] (Faixas 1 a 5)
- José Matos (baixo) [carece de fontes?] (Faixa 5)
- Francis (guitarra) [carece de fontes?] (Faixa 5)
- Luís 'Cebola' Simões (baixo) [carece de fontes?] (Faixas 6, 7, 9)
- Fernando Rodrigues (baixo) [carece de fontes?] (Faixas 8, 10)
- António Victorino de Almeida (piano) [carece de fontes?] (Faixa 6)
- António Côrte-Real (guitarra) [carece de fontes?] (Faixas 6 a 10)
- Ivan Cristiano (bateria) [carece de fontes?] (Faixas 6 a 10)
- Nuno Oliveira (piano e bandolim) [carece de fontes?] (Faixas 9, 10)